# Gunnar Nordström (företagsledare)
Bengt Gunnar Oscar Nordström, född 30 maj 1901 i Malmö, död 7 december 1975 i Heds församling, Västmanlands län, var en svensk bergsingenjör och företagsledare.
Gunnar Nordström var son till rektorn Albin Knut Nordström. Efter studentexamen vid Malmö högre allmänna läroverk 1919 blev han 1921 elev vid Kungliga Tekniska Högskolan 1921 och utexaminerades från fackavdelningen för bergsvetenskap där 1927. Nordström blev därefter laboratorieingenjör vid Hellefors Bruks AB 1927, driftsingenjör vid Bultfabriksaktiebolaget i Hallstahammar 1928 och verkade som överingenjör där 1937–1943. Han var från 1931 ingenjör vid AB Kanthal i Hallstahammar, överingenjör 1937–1943 och vice VD där 1944–1945. Nordström var även ledamot av styrelsen för AB C.O. Ekblad & Co och styrelseordförande där 1952–1963. 1946–1968 var han disponent och VD vid Kohlswa Jernverks AB och vice VD vid AB Svenska Maskinverken 1948–1954. Nordström var även ledamot av styrelsen för Wirsbo bruks AB från 1950 och styrelseordförande från 1972, ledamot av styrelsen för Riddarhytte AB 1955–1961, ledamot av styrelsen för Aktiebolaget Bergslagens gemensamma kraftförvaltning från 1957 och för Björneborgs Jernverks AB från 1961.